# Coraline (jeu vidéo)
Pour les articles homonymes, voir Coraline (homonymie).
Coraline (Coraline: An Adventure Too Weird for Words) est un jeu vidéo d'action-aventure développé par Papaya Studio, sorti en 2009 sur Wii, PlayStation 2 et Nintendo DS.
Il est adapté du film du même nom.

## Développement
La musique du jeu a été composée et produite par Mark Watters. La partition a été enregistrée et mixée par Tim Bryson aux studios Robert Irving (basés à Woodland Hills à Los Angeles) et Watter Music (basé à Chatsworth à Los Angeles). Les trois seuls acteurs à reprendre leurs rôles du film sont Dakota Fanning dans le rôle de Coraline, Keith David dans celui du chat et Robert Bailey Jr. dans celui de Wyborn "Wybie" Lovat. Les autres rôles sont occupés par les acteurs Kath Soucie, Amanda Troop, J. B. Blanc, Susanne Blakeslee et Dave Foquette.

## Accueil
- IGN : 2,5/10[1]